# Julien Gokel
Julien Gokel, né le 13 mars 1983 à Saint-Pol-sur-Mer (Nord), est un homme politique français.
Il est élu député de la 13e circonscription du Nord lors des élections législatives anticipées de 2024.

## Parcours politique

### Député (depuis 2024)
Julien Gokel se présente aux élections législatives anticipées de 2024 dans la treizième circonscription du Nord, aux côtés de Jean Bodart, alors maire de Dunkerque. Il se présente sous les couleurs du Parti socialiste, sans être investi par le Nouveau Front Populaire, mais soutenu par les maires du Dunkerquois, Ensemble, ainsi que par le ministre des Transports et Président de la Communauté urbaine de Dunkerque, Patrice Vergriete. 
Bien qu'arrivé deuxième à l'issue du premier tour, il remporte finalement l'élection face à Maxence Accart (RN), bénéficiant du retrait du candidat LFI Damien Lacroix, dans le cadre du Front Républicain.
A l'assemblée nationale, il siège au groupe Socialiste et Apparentés dont il est Vice-Président. Il est également membre de la commission des affaires étrangères 
Le 24 juillet 2024, il laisse son écharpe de maire de Cappelle-la-Grande à sa première adjointe Sophie Agneray mais aussi son mandat de conseiller départemental du Nord à son suppléant, Jean-Luc Darcourt, maire d'Armbouts-Cappel.
Néanmoins, il continue de siéger en qualité de conseiller municipal de Cappelle-la-Grande et conseiller communautaire à la communauté urbaine de Dunkerque.